# Berthold Bartosch
 (février 2015).
Si vous disposez d'ouvrages ou d'articles de référence ou si vous connaissez des sites web de qualité traitant du thème abordé ici, merci de compléter l'article en donnant les références utiles à sa vérifiabilité et en les liant à la section « Notes et références ».
Berthold Bartosch, né le 29 décembre 1893 à Polaun en royaume de Bohême et mort le 13 novembre 1968 à Paris 6e, est un réalisateur de films d'animation allemand.

## Biographie
Fils de cordonnier, il fait ses études à Vienne, en partie avec le professeur Hanslik. Il est dans la même école d'arts et dans la même classe qu'Adolf Hitler. Après la guerre, il s'installe à Berlin en 1920, étudie à l'Institut de Recherche Culturelle, et collabore aux films de Lotte Reiniger. Il réalise quelques courts métrages anti-nazis. En 1929, Bartosch s'installe à Paris où il se lie d'amitié avec Jean Renoir et le critique d'art Wilhelm Uhde. Il se marie en 1930.

## Œuvre
Il aménage une caméra multiplane rudimentaire dans les combles du théâtre du Vieux-Colombier grâce au soutien de son directeur Jean Tedesco, et réalise un film d'animation de trente minutes : L’Idée. Cette première œuvre d'une grande poésie qui s'inspire d'un livre de gravures sur bois de Frans Masereel est projetée en décembre 1931 au cinéma Studio Raspail à Paris. Les personnages et les décors du film évoquent l'esthétique de la gravure et sont composés de plusieurs couches de différents types de papier, allant du semi-transparent au carton épais. Les effets spéciaux comportent des halos, de la fumée et du brouillard. Ils sont réalisés avec de la mousse de savon étalée sur des plans en verre disposés les uns au-dessus des autres, éclairées sur les côtés. Un photogramme peut accumuler jusqu'à dix-huit surimpressions. Ce film lui coûte trois ans de travail solitaire. Pour la musique, Arthur Honegger intègre les ondes Martenot dans son orchestration. C'est une des premières utilisations d'un instrument électronique dans l'histoire du cinéma.
Juste avant la Seconde Guerre mondiale, Bartosch entame la réalisation d'un second film d'animation inachevé de 900 mètres sur le cosmos, en couleurs, dont les nazis détruisent le négatif : Saint François : rêves et cauchemars.
En 1948, Bartosch travaille pendant une année pour l'UNESCO sous la direction de George Dunning.
Selon le dossier de la réédition de L'idée en 2003 par l'éditeur Re:Voir Vidéo, il aurait réalisé une douzaine de films, certains dès la première guerre mondiale, puis en 1939 un film publicitaire pour une marque de chaussures, puis après 1945 deux autres films publicitaires disparus.